# Гогошица (Долж)
Гогошица (рум. Gogoșița) насеље је у Румунији у округу Долж у општини Гогошу. Oпштина се налази на надморској висини од 202 m.

## Становништво
Према подацима из 2002. године у насељу је живело 317 становника, од којих су сви румунске националности.